# Over The Rainbow (MAG!C☆PRINCEの曲)
「Over The Rainbow」（オーバー・ザ・レインボー）は、日本の男性グループ・MAG!C☆PRINCEの楽曲。2016年10月5日に3作目のシングルとしてZEN MUSICからリリースされた。

## 背景とリリース
前作「Spin the Sky」から5か月ぶりとなるシングルである。メンバーの永田薫が出演するテレビドラマ『OLですが、キャバ嬢はじめました』の主題歌に起用されたカップリングの「一通LOVE」は、ミュージック・ビデオの公開や楽曲の配信など、CD化以前に表題曲よりも先にリリースされていた。
7月30日、表題曲「Over The Rainbow」のミュージック・ビデオをYouTube上で公開。8月下旬、この曲が10月から始まるMAG!C☆PRINCEの冠番組『幕末☆PRINCE』のオープニング・テーマとなることが明かされ、さらに『COUNT DOWN TV』の9月度エンディング・テーマに起用されることが発表された。この曲はその他に、『やすだの歩き方』・『PS純金』・『キャッチ!』など、いくつかの東海ローカルのテレビ番組でも使用された。
CDシングルは、初回限定盤・通常盤・各メンバー仕様の個人盤5種の計7種形態でリリースされた。収録されている楽曲トラックはすべて同じ内容で、個人盤はそれらに加えて各メンバーのトークによるトラック「○○に聞く40の質問」が収録されている。初回限定盤は「Over The Rainbow」のミュージック・ビデオとそのメイキング映像を収録したDVDが付属する。
オリコン週間ランキングでは、10月17日付で6位を記録した。

## 楽曲
オリコンのインタビューでは、この曲の歌詞について平野泰新が「本当に僕たちのことを歌っていると思える歌詞」、永田薫が「ネガティブな言葉は一切入っていない」、などとコメントしている。

## ミュージック・ビデオ
ミュージック・ビデオは沖縄で撮影された。ビーチや岬など屋外での歌唱・ダンスシーンの他に、メンバーがドライブをするシーンなどが織り込まれている。平野は「今までは初々しさや可愛らしさを全面に出していたけれど、今回は男らしさや格好良さがテーマになっている」と述べている。

## シングル収録トラック

### 通常盤
1. 「Over The Rainbow」（作詞: 喜介、作曲・編曲: 渡辺拓也） – 4:46
2. 「一通LOVE」（作詞・作曲・編曲: ワイルドアニマルズ） – 4:46
3. 「Over The Rainbow (Instrumental)」
4. 「一通LOVE (Instrumental)」

### 初回限定盤
CD
通常盤に同じ
DVD
1. 「Over The Rainbow」Music Video
2. 「Over The Rainbow」Making Video

### 個人盤
個人盤の収録トラック#1から#4は、すべて通常盤に同じ
“西岡健吾”盤
5. 「西岡健吾に聞く40の質問」
“永田薫”盤
5. 「永田薫に聞く40の質問」
“大城光”盤
5. 「大城光に聞く40の質問」
“阿部周平”盤
5. 「阿部周平に聞く40の質問」
“平野泰新”盤
5. 「平野泰新に聞く40の質問」